# Slobozia Conachi (gmina)
Slobozia Conachi – gmina w Rumunii, w okręgu Gałacz. Obejmuje miejscowości Izvoarele i Slobozia Conachi. W 2011 roku liczyła 4024 mieszkańców. 